# Deprogramování
Deprogramování je proces, kdy je člen náboženské, vojenské, politické či jiné skupiny násilně přesvědčován, aby odstoupil od své víry či přesvědčení. Metody použité během procesu deprogramování mohou zahrnovat únosy a mučení, fyzické, psychické nebo sexuální násilí. Osoba provádějící deprogramování se nazývá deprogramátor.
Podle českého trestního zákona (Zákon č. 40/2009 Sb., § 176) může být ten, kdo násilím, pohrůžkou násilí nebo pohrůžkou jiné újmy zdržuje jiného bez oprávnění od účasti na náboženském úkonu nebo jinému v užívání svobody vyznání jinak brání, (stejně jako ten, kdo k takové účasti nutí), potrestán odnětím svobody až na dva roky. Jako okolnost podmiňující užití vyšší trestní sazby je jmenováno použití zbraně nebo spáchání činu na nejméně třech osobách.

## Historie
Podle Stevena Hassana, deprogramátora a později výstupového poradce nazval slovem deprogramování poprvé v 70. letech 20. století Američan Ted Patrick své praktiky, které měly za cíl obrácení procesu indoktrinace kulty, která, jak věřil, probíhá jako „programování“ přesvědčení či víry pomocí hypnózy, opakování a dalších metod měnících chování jednotlivce. Nazval tedy svou činnost „deprogramování“.

## Deprogramátoři
Mezi známé deprogramátory patří:
- Ted Patrick – je považován za otce deprogramování.[3] Neměl žádný výcvik jako psycholog a své praktiky prováděl na základě vlastních životních zkušeností.[4][5] Založil organizaci FREECOG, která je odborníky považována za první antikultovní hnutí.[6] Některá trestní řízení proti Patrickovi vedly k odsouzení za trestný čin únosu a nezákonného věznění.[7][8][9]
- Steven Hassan – bývalý člen Církve sjednocení, který byl sám deprogramován. Nyní se věnuje výstupovému poradenství.
- Thomas Gandow – farář Luteránské církve v Německu je znám svou aktivitou zaměřenou proti scientologii. Herce Toma Cruise nazval Goebbelsem Scientologie. V roce 1990 byl obviněn z únosu členky Scientologické církve provedeného o dva roky dříve.
- Rick Ross – americký deprogramátor. Založil Rick A Ross Institute. V roce 1991 spolu s několika dalšími muži pod hlavičkou CAN (Cult Awareness Network) unesli a neúspěšně deprogramovali Jasona Scotta, který později uspěl s civilní žalobou a vytvořil tak právní precedens.[10]

### Organizace
- Cult Awareness Network (CAN)

## Případy
- Kniha Detention Island, Japan – Succession of Kidnapping and Confinement against Unification Church members od Gentaro Kajikuriho uvádí, že od roku 1966 bylo v Japonsku provedeno na 4300 případů únosů a věznění za účelem konverze.[11]
- 6. července 1997 vtrhlo 20 mužů do centra Církve sjednocení v Tottori v Japonsku, včetně bratra a otce jedné z členek (31 let), zničili vybavení církve, zranili členy církve kteří se jí snažili pomoci a odvezli ji za účelem deprogramování. Věznění po dobu jednoho roku a tří měsíců ji přimělo vzdát se členství v CS. Podle Círve sjednocení byli 7. srpna 1999 únosci odsouzeni k pokutě 470 000 jenů (přibližně 140 000 Kč).[12]
- Člen japonské Církve Sjednocení Toru Goto se narodil v japonské Yamagatě 2. listopadu 1963. Během jeho studií na Nihon University jeho starší bratr ho pozval k výuce Božího principu, což později vedlo až k jeho připojení k sjednocení. Po promoci v oboru architektury v roce 1987 začal pracovat ve stavební firmě. Poté byl dvakrát unesen.[13] Poprvé tomu bylo v roce 1987 ve věku 23 let, kdy se mu podařilo uprchnout. Druhý únos se uskutečnil 11. září 1995. V obou případech byl unesen členy vlastní rodiny. Byl držen v bytovém domě ve městě Niigata, dveře i okna byla opatřena speciálním zámkem. Zde proběhl pokus o konverzi s knězem místní Evangelické církve Matsunagou. V roce 1997 byl přemístěn do podobného bytu v Tokiu, kde probíhalo deprogramování profesionálním deprogramátorem Takashim Miyamurou. Byl osvobozen v únoru 2008 ve stavu vážné podvýživy po více než 12 letech násilného věznění. Po zotavení podal žalobu na svou matku, bratra a svou ženu, sestru, Miyamuru a kněze Matsunagu. Státní zástupce věc následně zamítl pro nedostatek důkazů. Goto nyní pokračuje v této věci prostřednictvím civilních soudů.[14][15] V říjnu 2008, spolu s dalšími oběťmi založil občanskou skupinu s názvem Association to Eliminate Religious Kidnapping and Forced Conversion(Sdružení pro odstranění náboženských únosů a nucené konverze) a zastává funkci viceprezidenta sdružení.[13]

## Citáty
Dušan Lužný se k problematice brainwashingu a vymanění z vlivu sektářských organizací vyjadřuje takto:
Praxe tzv. deprogramování, v intencích argumentace antikultovních hnutí snažící se likvidovat „zhoubný“ vliv náboženských sekt a kultů na jejich členy, která je důsledkem teorie brainwashingu a mentálního programování, je v mnoha případech dokonce trestná.
Dušan Lužný, Jaká víra?